# Чума на оба ваши дома! (пьеса)
«Чума на оба ваши дома!» — пьеса Григория Горина, написанная в 1993 году. Трагикомедия в 2-х частях.

## Название
Названием пьесы послужила известная строка из пьесы Уильяма Шекспира «Ромео и Джульетта».

## Персонажи
- Бартоломео делла Скала, герцог Веронский
- Брат Лоренцо — францисканский монах
- Горожане Вероны, музыканты, родственники и слуги обоих домов, солдаты

Дом Монтекки:
- Синьор Монтекки
- Бенволио — племянник, друг покойного Ромео
- Антонио — дальний родственник из Неаполя
- Бальтазар — слуга

Дом Капулетти:
- Синьор Капулетти.
- Синьора Капулетти
- Валентин — брат покойного Тибальда
- Розалина — племянница
- Самсон — слуга
- Джорджи Фиранделло — негоциант

## Сюжет

### Первая часть
Место действия — Верона, XIV век.
Монах-францисканец Лоренцо, тот самый, который тайно повенчал Ромео и Джульету, рассказывает, что было дальше в истории, рассказанной Маттео Банделло и Уильямом Шекспиром.
Герцог безуспешно пытается примирить два враждующих дома. Увещевания, угрозы, аресты не помогают. Тогда герцог приказывает семьям назначить жениха и невесту из каждого клана, чтобы обвенчать их — герцог хочет примирить кланы, сделав их родственниками. Монтекки должны подыскать жениха, Капулетти — невесту. В случае ослушания герцог угрожает массовыми арестами.
Семьи начинают искать кандидатов по принципу «кого не жалко» и чтобы насолить врагам. Монтекки, выбирая между дедушкой и карликом, наконец останавливаются на косом и хромом дальнем родственнике — Антонио из Неаполя.
Капулетти предлагают для свадебной партии свою беременную племянницу Розалину, которую использовали для плотских утех своих важных гостей.
Жених и невеста, узнав о приданом, которое они получат после свадьбы, чувствуют взаимную симпатию.
На церемонии венчания выясняется, что Антонио «в каком-то смысле» не совсем вдовец, так как его первая жена, цыганка Росита, сбежавшая от него, приняла то ли мусульманство, то ли иудейство. По словам Антонио, церковь разрешила ему жениться второй раз, и вот вторая его жена действительно умерла. Однако священник захотел получить подтверждение словам Антонио из епископата почтой, и свадьбу пришлось отложить.
После ухода герцога вспыхивает ссора, которая закончилась временным объединением враждующих кланов в стремлении убить Антонио. Герцог, вернувшись на шум, застаёт готовых к схватке персонажей.
Взбешённый герцог объявляет будущего ребенка Розалины своим названным внуком или внучкой, а Антонио приказывает убраться из города, пока он не запасётся справками от епископата о своей пригодности стать женихом.

### Вторая часть
В Италии эпидемия чумы. Верона и Мантуя на карантине. Возможно, поэтому Антонио не может привезти справку из Мантуи. Появляются слухи, что Антонио умер.
Синьор Монтекки приходит с визитом к Капулетти, главы враждующих кланов впервые решаются пожать друг другу руку, продезинфицировав руки карболкой до и почему-то после рукопожатия. Монтекки сообщает о смерти Антонио и желании взять беременную Розалину в семью Монтекки. Тут появляется синьора Капулетти с новостью, что герцог, проникшись участием к молодой вдове Розалине, готов стать крестным ребенка и выделил Розалине богатые земельные угодья. Кланы обвиняют друг друга в желании стать опекунами ребенка Розалины, желании выдать молодую вдову за удобного человека и возможном желании в будущем унаследовать имущество бездетного Герцога. Завязывается схватка, однако дерущихся останавливают начавшиеся роды Розалины. Рождается девочка, которую называют Джульетта.
Проходит год, эпидемия кончается. Монтекки и Капулетти пытаются выдать Розалину замуж, каждый клан за своего кандидата — семьи планируют получить земельные угодья и виды на наследство бездетного герцога. В итоге Розалина становится женой негоцианта Джорджи, который является фактическим отцом ребенка и кредитором семьи Капулетти.
В Вероне появляется Антонио — оказывается, он специально распустил слух о своей кончине, так как его первая жена вернулась в католичество и теперь он де-юре снова женат. Однако Антонио влюблен в Розалину и тайком встречается с ней у брата Лоренцо.
В это же время выясняется, что в молодости синьор Монтекки и синьорина Капулетти были влюблены друг в друга. Во время танца на карнавале они договариваются об убийстве Антонио силами обеих семей. Бенволио и Валентин вместе нападают на безоружного Антонио. В поединке Антонио получает серьезные раны и его забирает в свою келью брат Лоренцо.
Розалина приходит в келью и просит брата Лоренцо обвенчать её с Антонио. Монах отказывает ей. Появляется Бенволио, который объявляет о смерти Валентина и Джорджи и требует изгнать из Вероны Розалину и Антонио. Влюбленные согласны на это, несмотря на всеобщее порицание жителей города. Впечатленный брат Лоренцо проводит обряд венчания, после чего Розалину и Антонио увозят обнаженными в город. Брат Лоренцо отлучает себя от церкви за святотатство и становится бродячим артистом.

## Критика
Сегодня, когда весь мир обезумел от вражды, от крови, от нелепицы «баталий» наших Монтекки и Капулетти, идиотизм вражды уже становится предметом юмора, а потому продолжение этой темы … драматург Г. Горин решает даже не трагикомедией — трагифарсом. А я вновь и вновь возвращаюсь к мысли, что главное — чума! И не только потому, что мы живём в чумовое время, что постоянно на память приходит пушкинский «Пир во время чумы», но и потому, что такое определение главного события несёт в себе метафору и образ, это уже серьёзный шаг к воплощению замысла.— А. А. Гончаров.

## Горин о пьесе
«Это была моя давняя задумка — рассказать о том, что происходило в городе Вероне после трагической гибели Ромео и Джульетты. Ведь все сконцентрировали своё внимание на подростках, а вокруг них жили взрослые люди, которые про любовь знают гораздо больше. И мне, как взрослому человеку, было что сказать по этому предмету. Тема любви — первый стимул, заставивший меня размышлять о продолжении трагедии Шекспира.
…узкие улицы города Вероны, они теперь полны звуками. Эти звуки — часть удивительной музыки Беллини, Гуно, Чайковского и Прокофьева, навеянной темой любви и ненависти Монтекки и Капулетти.

…Слушая сочинение этих композиторов, я вдруг однажды ясно увидел в подробностях, что же произошло с враждующими семьями на следующий день после гибели молодых».— Григорий Горин. Аннотация к премьере спектакля, 1998.